# Ambassade de Russie au Luxembourg
L'ambassade de Russie au Luxembourg est la mission diplomatique de la Russie auprès du grand-duché de Luxembourg. La mission est située dans le château de Beggen. 

## Histoire du Château de Beggen

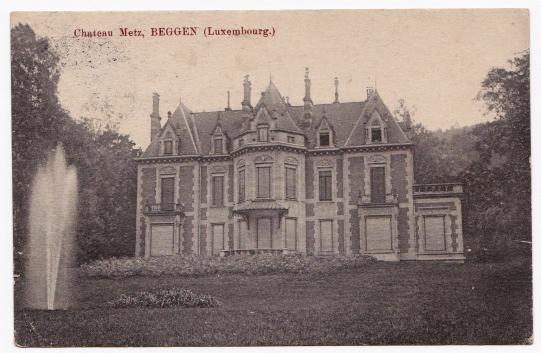
Le Château de Beggen (alors Château Metz) en 1913.

Le site sur lequel se trouve le château est acheté au XVIIIe siècle par Pierre Bourgeois, propriétaire de la première usine à papier de Senningen. Le moulin est alors alimenté par l'eau de la rivière Donnersbach, qui coule dans le Grünewald. Il fonctionne dans les premières décennies du XIXe siècle avant que la propriété a été achetée par Auguste Dutreux au milieu du XIXIe siècle[Quoi ?]. 
La propriété rachetée le 23 octobre 1865 par Metz & Co (en) et, en 1866, le Donnersbach est redirigé pour approvisionner l'aciérie de l'entreprise à Dommeldange,. Dans les années 1880, Émile Metz construit une ville sur le site, mais celle-ci est détruite dans un incendie en janvier 1894.  
De 1894 à 1895, Wynand Janssens, un architecte bruxellois, construit le château actuel dans un style historiciste avec pour inspiration Vaux-le-Vicomte et le château de Fontainebleau. À la mort de Metz, en 1904, la propriété passe à sa veuve Edmée Tesch puis en 1919, en l'absence d'héritiers directs de cette dernière, la propriété est léguée à parts égales à Emile Mayrisch (directeur général de l'ARBED) et à Gaston Barbanson.  
Barbanson rachète la part de Mayrisch dans la propriété en 1923 et y vit jusqu'au 10 mai 1940, date à laquelle l'Allemagne nazie envahit et occupe le Luxembourg. La famille Barbanson fuit vers le sud de la France et de 1940 à 1944 et la propriété est occupée par la Wehrmacht. D'octobre 1944 à septembre 1945, des unités de l'armée américaine sont stationnées dans la propriété . 
À la mort de Barbanson en 1946, sa veuve et sa fille renoncent à leurs droits d'héritage et la propriété a été transférée à un fonds de bienfaisance créé en 1913 par Edmée Tesch. Le 2 mars 1948, le conseil d'administration du fonds décide de vendre la propriété et en 1949 un homme d'affaires belge achète la propriété contre 4,2 millions de francs belges. De 1950 à 1956, la propriété est un hôtel nommé Hôtel des Forges,. 

## Ambassade de Russie

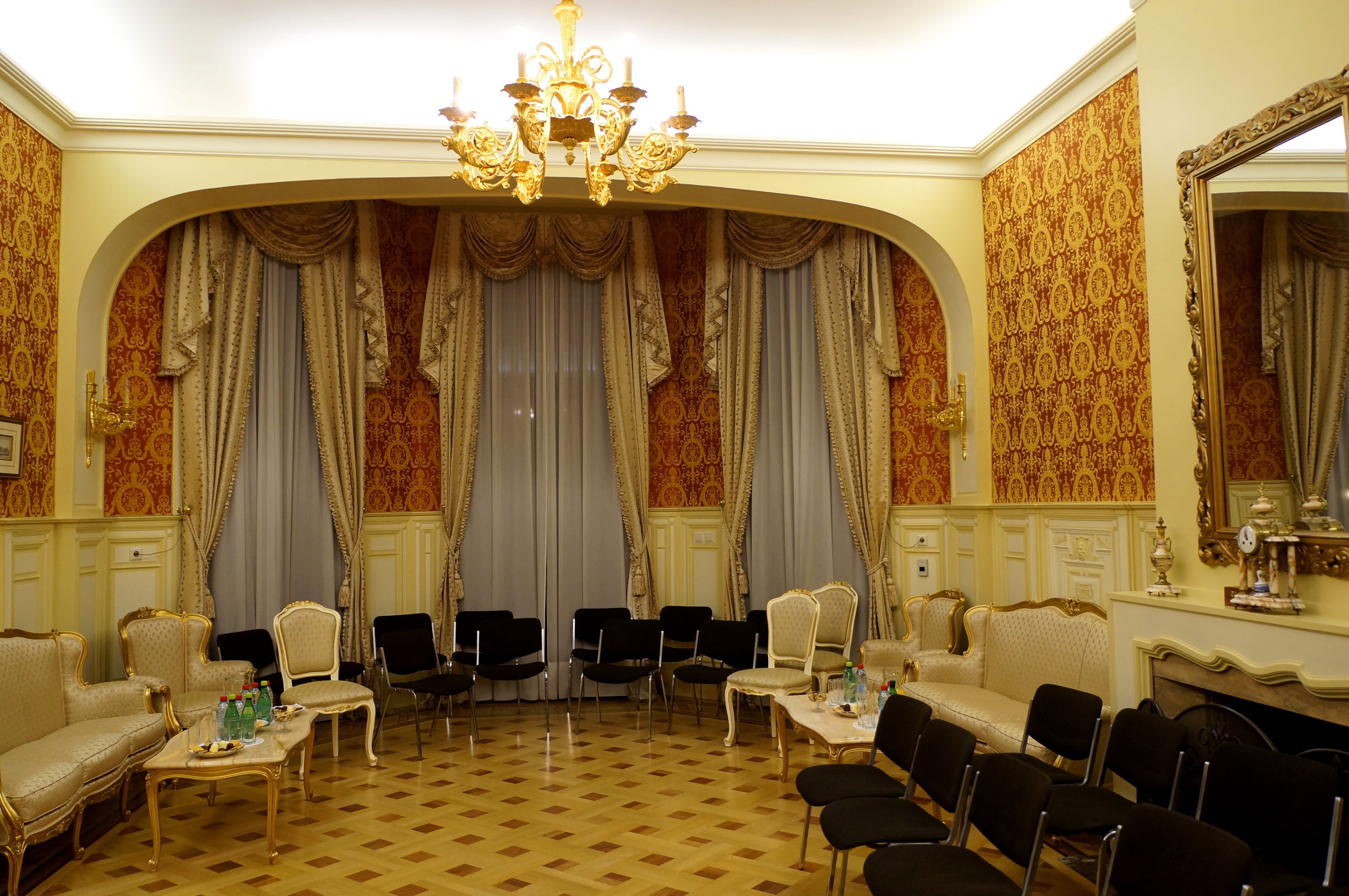
Salle de réception de l'ambassade de Russie au Luxembourg.

En 1956, le château est loué par l'Union soviétique pour permettre l'ouverture de leur mission diplomatique au Luxembourg. Lors de la révolution hongroise de 1956, la mission est attaquée par un groupe de manifestants et le rez-de-chaussée du château subit des dégâts considérables. Le 5 juin 1973, le château et un terrain adjacent de 2,8 hectares sont vendus à l'ambassade de l'Union soviétique contre 8,5 millions de francs,,. 
De 2005 à 2009, le château subit d'importants travaux de rénovation et de reconstruction. Pendant les travaux, d'un montant d'environ quatre millions d'euros, le personnel de l'ambassade travaille temporairement dans d'autres bâtiments du site. Les fonctions de l'ambassade sont déplacées au Grand Théâtre de Luxembourg. Les mosaïques endommagées du château sont restaurées ; des portes, des murs et des plafonds sont reproduits. Finalement, le château est équipé de meubles fabriqués en Italie et d'accessoires achetés sur des marchés d'antiquités. Emile Hengen, du journal Tageblatt, qualifie alors le château rénové « d'ambassade la plus magnifique du Luxembourg ». 
En septembre 2009, le château est une attraction majeure des Journées Européennes du Patrimoine au Luxembourg et 300 personnes peuvent le visiter,.